# Misha Dichter
Misha Dichter (ur. 27 września 1945 w Szanghaju) – amerykański pianista pochodzenia polskiego.

## Życiorys
Urodził się w Szanghaju w rodzinie polskich Żydów. Wychowywał się w Los Angeles, w wieku 15 lat został laureatem konkursu Music Educators National Conference. Kształcił się w Juilliard School of Music w Nowym Jorku, gdzie jego nauczycielką była Rosina Lhévinne. W 1966 roku zajął II miejsce na Międzynarodowym Konkursie Muzycznym im. Piotra Czajkowskiego w Moskwie. W tym samym roku debiutował w Stanach Zjednoczonych, występując z Boston Symphony Orchestra na festiwalu w Tanglewood.
Występował w Europie i Stanach Zjednoczonych, często w duecie fortepianowym ze swoją żoną Cipą Dichter, z d. Glazman, którą poślubił 21 stycznia 1968 roku w Nowym Jorku. Specjalizował się w repertuarze romantycznym; dla wytwórni Philips Records dokonał kompletnego nagrania Rapsodii węgierskich Ferenca Liszta.
W 2006 roku został u niego zdiagnozowany przykurcz Dupuytrena, na skutek czego musiał podjąć wielomiesięczne leczenie umożliwiające mu dalsze granie.